# Бабенберги

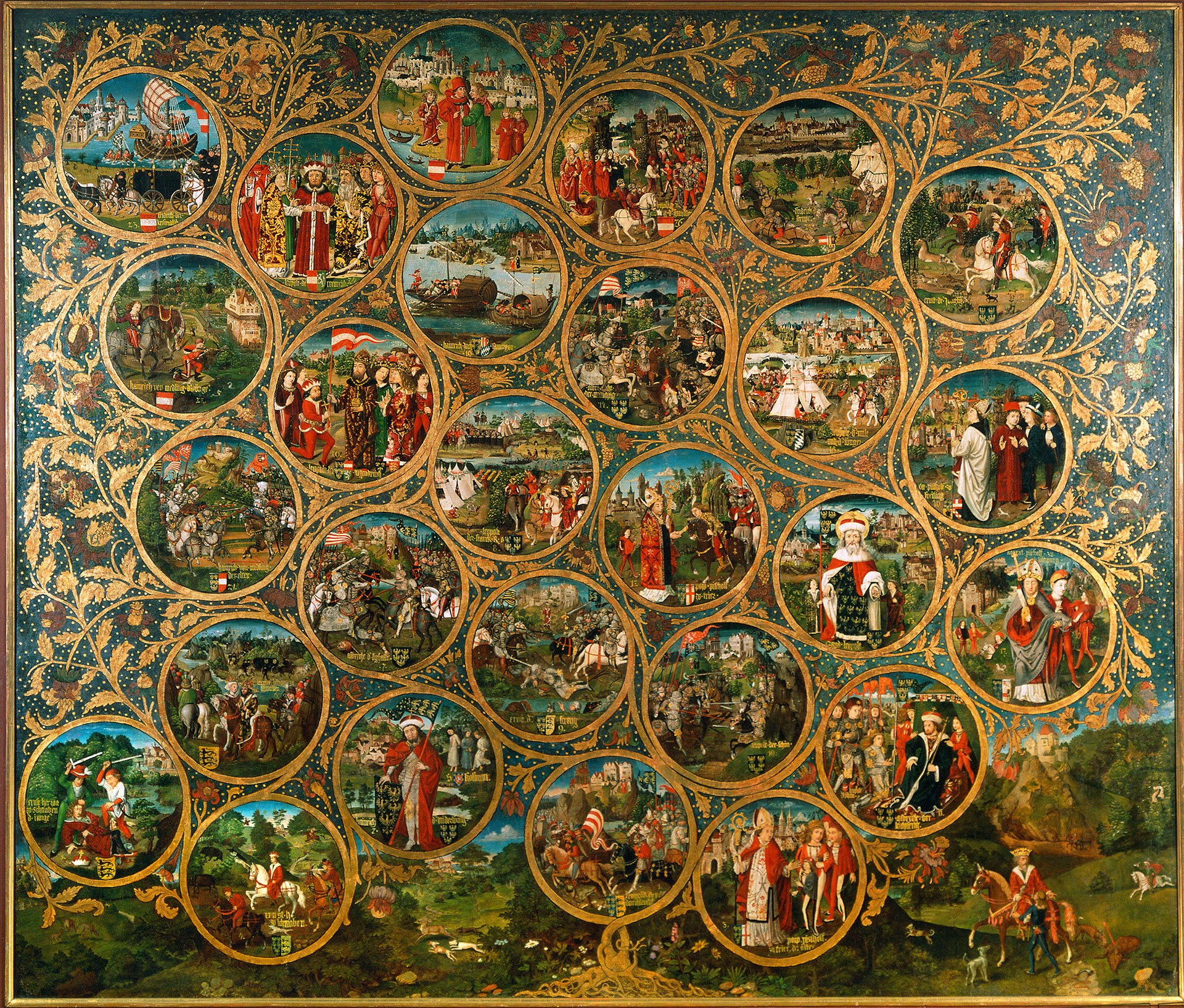
Панно «Родословное древо Бабенбергов» (1489-92) из собрания аббатства Клостернойбург

Бабенберги (нем. Babenberger) — первая княжеская династия в будущей Австрии (976—1246). 
Кроме Австрии, Бабенберги были также герцогами Швабии (1012—1038), Баварии (1139—1156) и Штирии (1192—1246). Наиболее значительные представители Бабенбергов: Генрих II Язомирготт (1141—1177), Леопольд V (1177—1194), Леопольд VI Славный (1198—1230). При Бабенбергах Австрия превратилась в одно из самых сильных государств Священной Римской империи.

## Происхождение
Средневековые авторы, начиная с Оттона Фрейзингского, возводили род Бабенбергов к влиятельному франконскому роду Поппонидов. Однако современные историки подвергают существование этих родственных связей серьёзному сомнению. Вероятно, Бабенберги происходили из города Бамберг во Франконии (север современной Баварии).

## Маркграфы Австрии

Герцогство Австрия с 976 по 1192 год

В 976 году некий Луитпольд Бабенберг, граф из долины Дуная, сын или внук Арнульфа Злого был назначен императором Оттоном II маркграфом Восточной марки. Это была небольшая территория на границе с землями венгров, выделенная из состава Баварии после восстания баварского герцога против императора. Восточная марка должна была служить буфером между немецкими и венгерскими владениями и держать оборону границ империи. Дата вступления Луитпольда на престол Восточной марки считается началом австрийской государственности. Уже при преемнике Луитпольда Генрихе I появилось название Австрия (старо-нем. Ostarrîchi). Последующие маркграфы Адальберт и Эрнст продолжали борьбу с венграми и поддерживали германских императоров.
Леопольд II в конце XI века начал проводить более независимую политику и выступил против императора в борьбе за инвеституру. Его сын Леопольд III заслужил репутацию покровителя христианства и основателя монастырей, а позднее был канонизирован и объявлен патроном Австрии.

## Герцоги Швабии
Один из сыновей маркграфа Луитпольда, Эрнст I, получил в 1012 году от императора Генриха II престол герцогства Швабия. Однако в Швабии Бабенберги не нашли значительной поддержки местного дворянства. Более того, Эрнст II и Герман IV выступили против императора Конрада II и потерпели поражение. В 1038 году Швабия была отнята у Бабенбергов и передана сыну императора.

## Первые герцоги Австрии
Старший сын Леопольда III Леопольд IV получил в 1136 году за поддержку германского короля Конрада III Гогенштауфена против дома Вельфов герцогство Баварию. Однако уже в 1156 году его брат Генрих II Язомирготт был вынужден вернуть Баварию Вельфам. В качестве компенсации император даровал Генриху II специальный патент, известный под названием «Privilegium Minus», которым Австрия возводилась в статус герцогства и получала широкие права самоуправления.
При Генрихе II Язомирготте и его преемнике Леопольде V началось бурное развитие Австрии и её новой столицы — Вены. Государство стало одним из наиболее сильных и процветающих герцогств Германии, а авторитет Бабенбергов сильно вырос. Династические браки связали Бабенбергов с важнейшими домами Центральной Европы (Гогенштауфены, Арпады, Пржемысловичи), а также с императорами Византии. Леопольд V вошёл историю благодаря своему участию в Третьем крестовом походе и пленению английского короля Ричарда Львиное Сердце в 1192 году. В 1186 году Леопольд V заключил Санкт-Георгенбергский договор о наследовании герцогства Штирия и спустя четыре года присоединил Штирию к своим владениям.

## Падение Бабенбергов
Расцвет Австрийского государства Бабенбергов пришёлся на время правления Леопольда VI (1198—1230). Бурно развивались города, торговля и горное дело, велось замковое и церковное строительство, двор герцога превратился в культурный центр Южной Германии. Однако после вступления на престол в 1230 году Фридриха II Австрия оказалась втянутой в целую серию войн с соседями — Чехией, Венгрией, Баварией и самим императором. Одно время имперские войска оккупировали территорию герцогства, а сам Фридрих II был вынужден скрываться. В 1246 году Фридрих погиб на войне с венграми, а с его смертью угасла мужская линия Бабенбергов.
На протяжении нескольких десятилетий после гибели Фридриха II власть над Австрией оспаривали многочисленные претенденты на герцогскую корону, мужья и дети сестры и племянницы последнего Бабенберга. В 1251 году победу одержал Пржемысл Оттокар II, король Чехии, который создал обширное государство из чешских, австрийских и каринтийских земель, простиравшееся до Адриатического моря. Но в 1276 году он потерпел поражение от германского императора Рудольфа I Габсбурга и был вынужден уступить тому Австрию. С этого времени Австрийская монархия перешла под власть династии Габсбургов, которые, однако, не были наследниками Бабенбергов.